# Werentzhouse
Werentzhouse là một xã trong vùng Grand Est, thuộc tỉnh Haut-Rhin, quận Altkirch (quận), tổng Ferrette. Tọa độ địa lý của xã là 47° 31' vĩ độ bắc, 07° 21' kinh độ đông. Werentzhouse nằm trên độ cao trung bình là 376 mét trên mặt nước biển, có độ cao thấp nhất là 367 mét và độ cao nhất là 471 mét. Xã có diện tích 4,50 km², dân số vào thời điểm 1999 là 555 người; mật độ dân số là 123 người/km². Xã nằm khoảng 10 km về phía tây của Basel và 30 km về phía nam của Mulhouse.

## Thông tin nhân khẩu
| 1962 | 1968 | 1975 | 1982 | 1990 | 1999 |
| ---- | ---- | ---- | ---- | ---- | ---- |
| 354  | 357  | 401  | 421  | 462  | 555  |